# Puente Sidi M'Cid
El Puente Sidi M'Cid es un puente colgante de 164 m de longitud que cruza el río Rhummel en Constantina, Argelia. Fue abierto al tráfico en abril de 1912 y hasta 1922 fue el puente más alto del mundo con una altura de 175 m. Diseñado por el ingeniero francés Ferdinand Arnodin, conecta la Casbah con la colina de Sidi M'Cid. Fue restaurado en el año 2000 cuando doce de sus cables fueron reemplazados.

## Historia

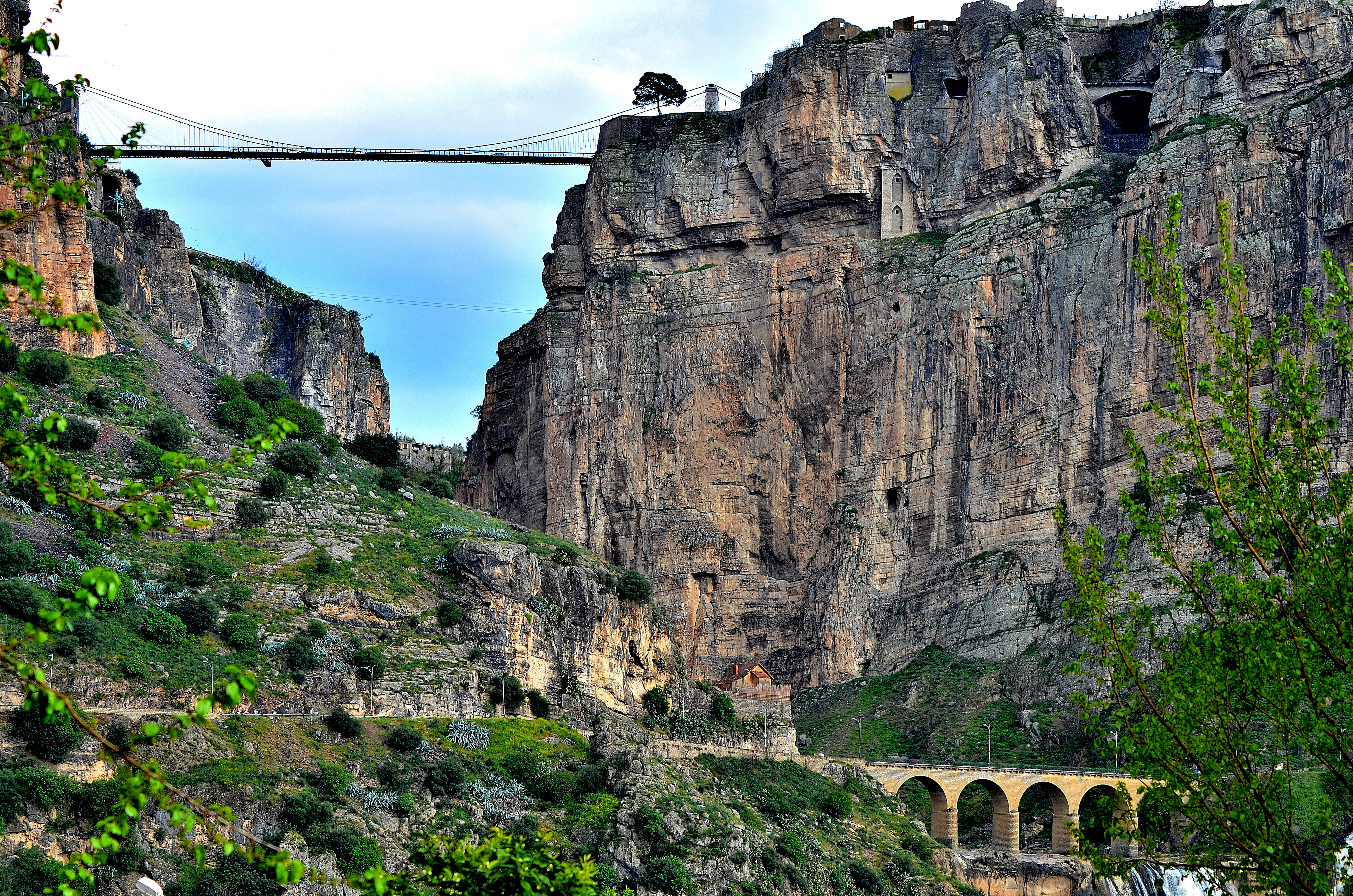
La garganta debajo del puente

Constantina era una ciudad importante de 50 000 habitantes cuando Émile Morinaud fue nombrado su alcalde y miembro del parlamento en 1901. Durante el tiempo que estuvo en el cargo (hasta 1934) contribuyó notablemente a la modernización la ciudad. El puente Sidi M'Cid, el puente Sidi Rached y muchos otros edificios prominentes se construyeron en este período. Fue el puente más alto del mundo hasta que se inauguró en 1922 el puente de Niouc, en Suiza.
El Monumento a los Muertos está a un lado del puente sobre la colina Sidi M'Cid. El monumento es una réplica del Arco de Trajano en Timgad y conmemora a la gente de Constantina que sacrificó sus vidas luchando por Francia en la Primera Guerra Mundial. Debajo del puente Sidi M'Cid existe un puente natural que bloquea la vista del río desde el puente.

## Galería de fotos

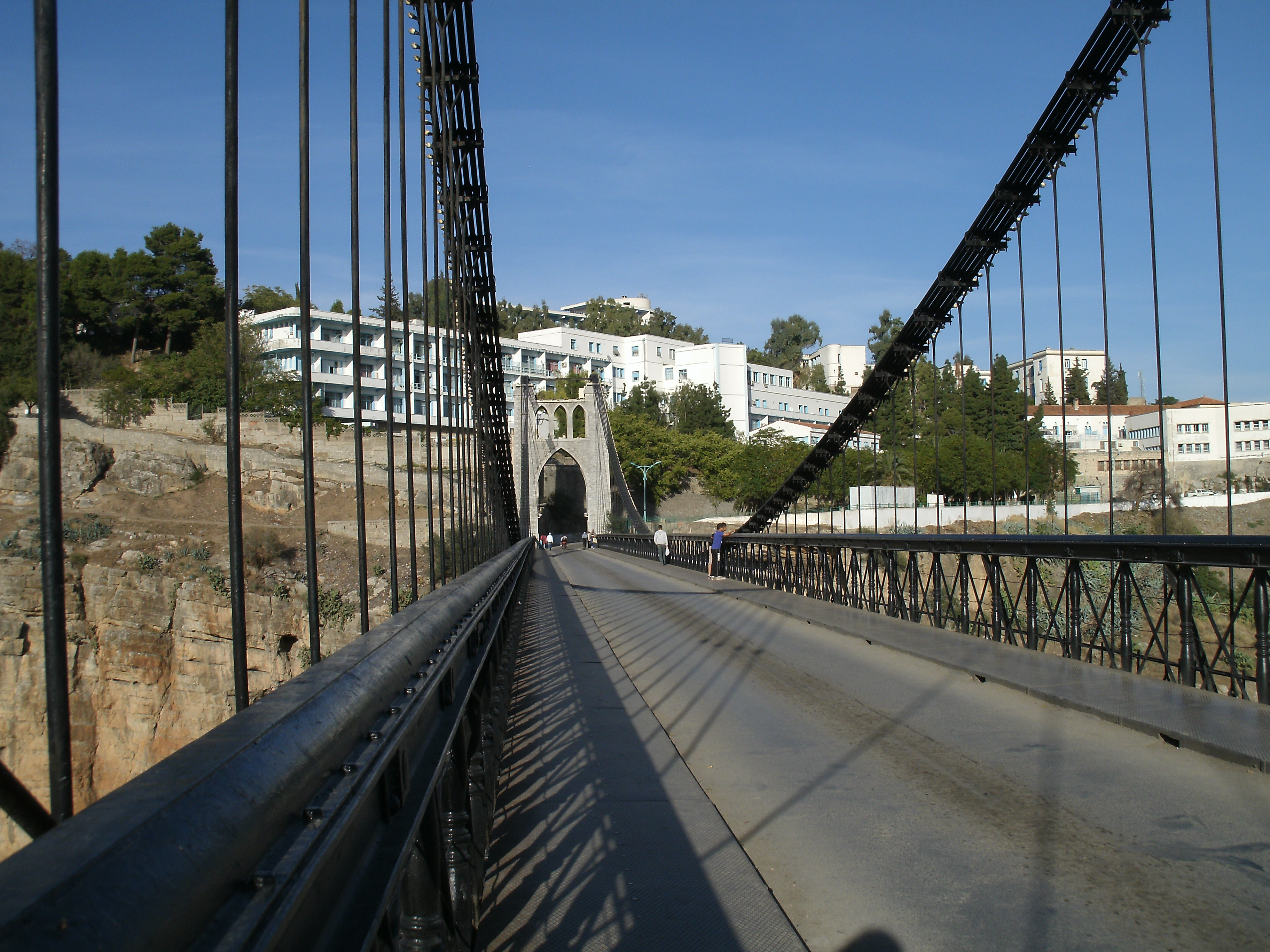
La calzada y las aceras
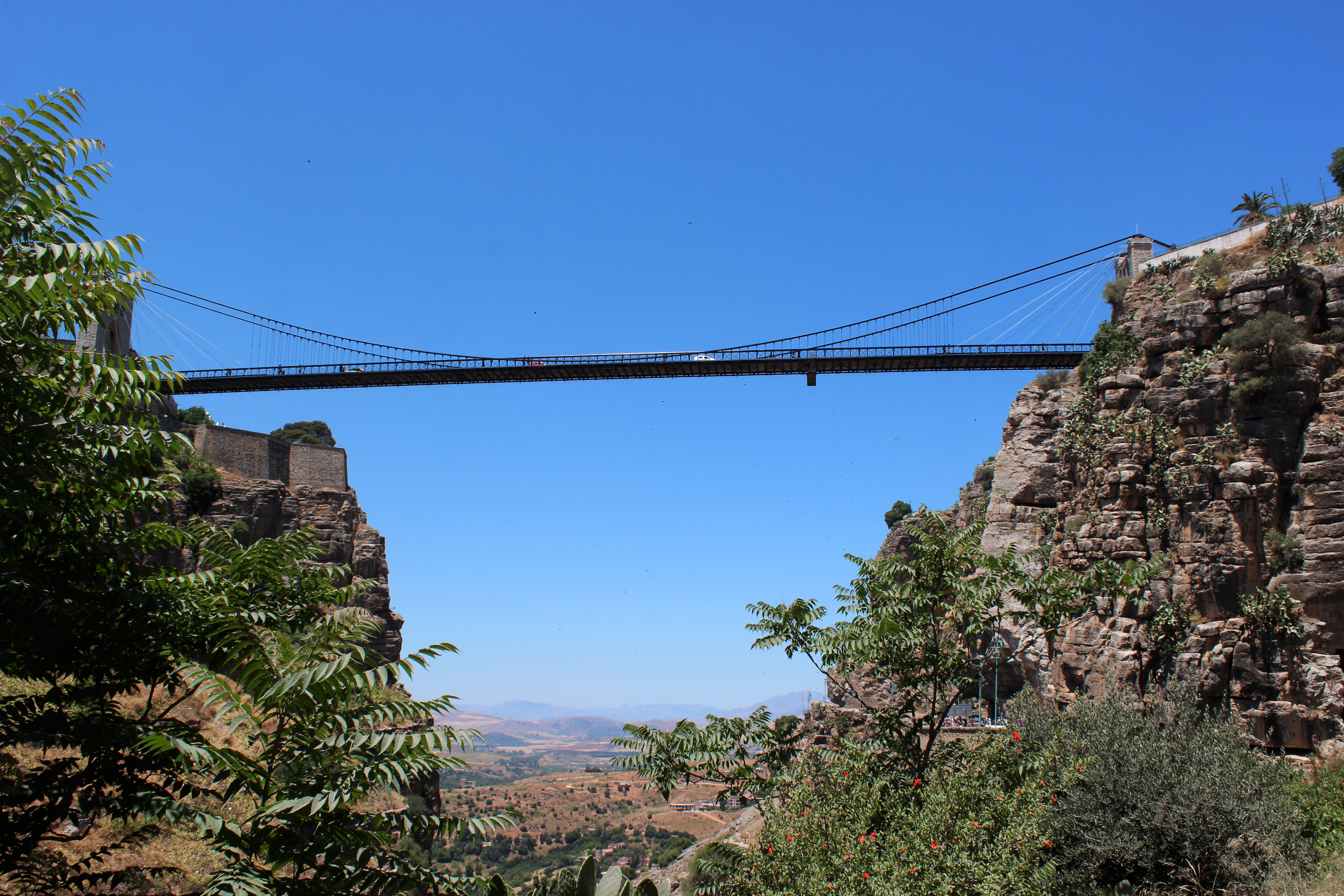
Vista desde abajo del puente
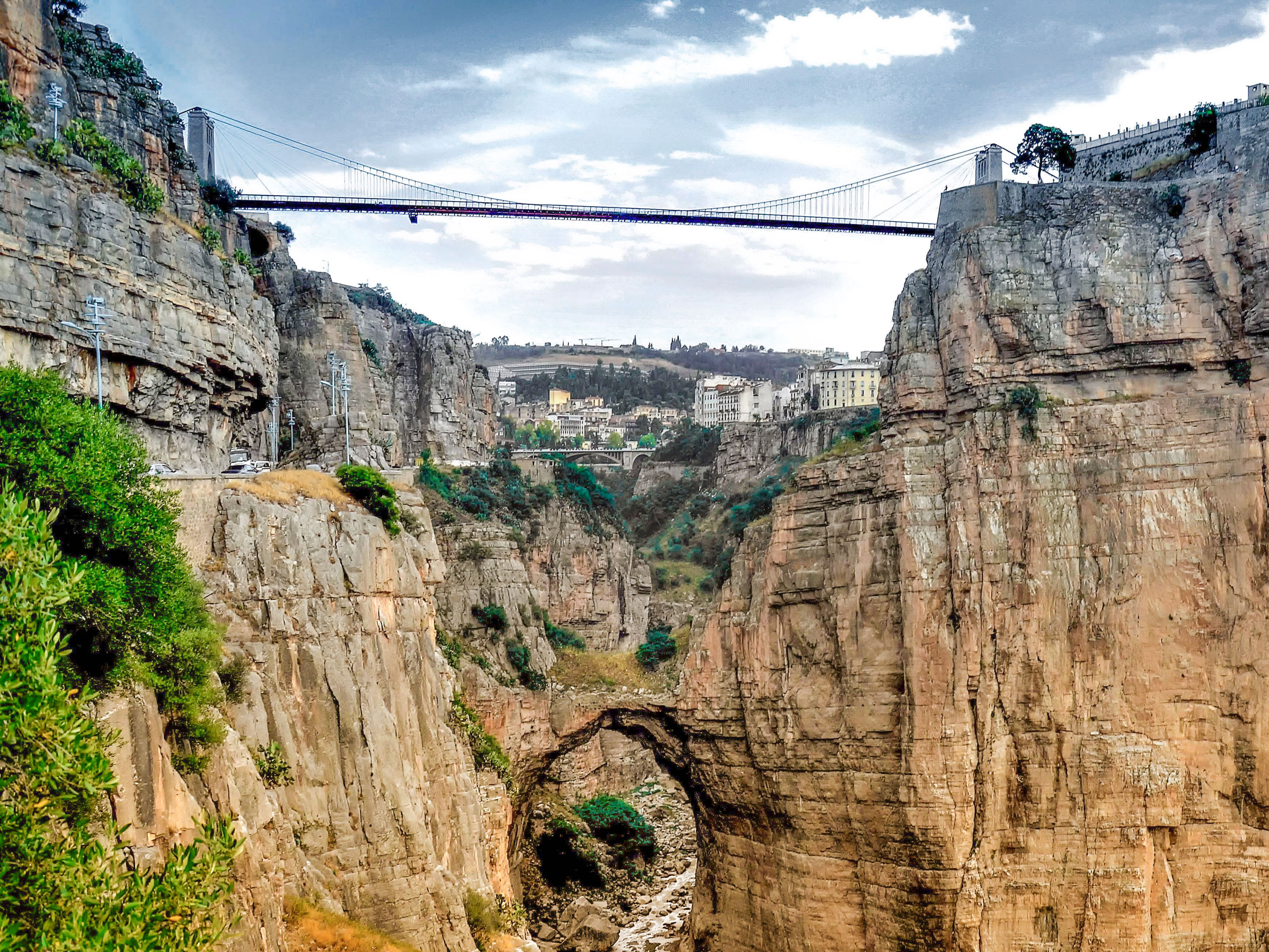
El puente natural debajo de la estructura
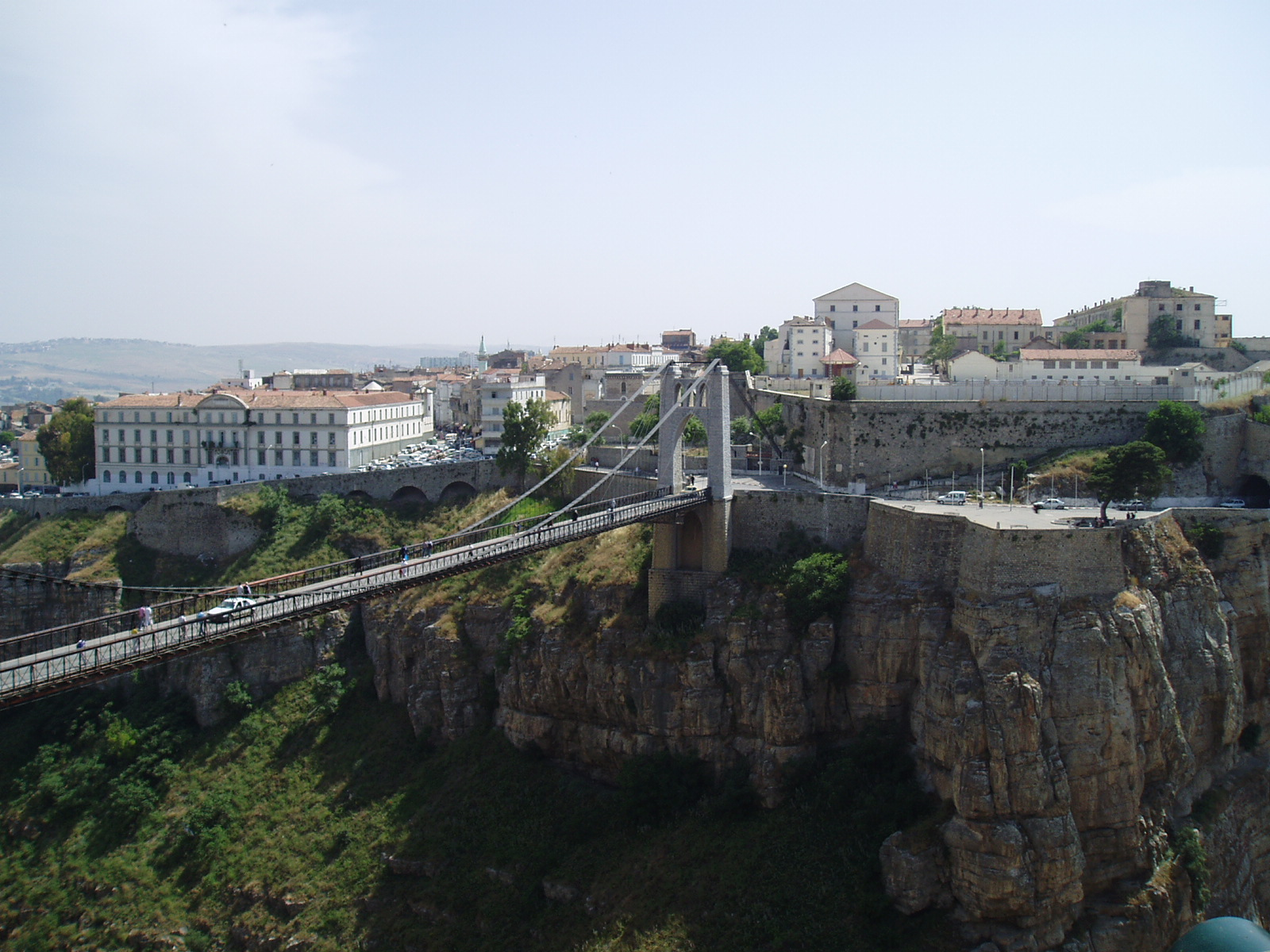
La colina Sidi M'Cid hill a uno de los lados del puente
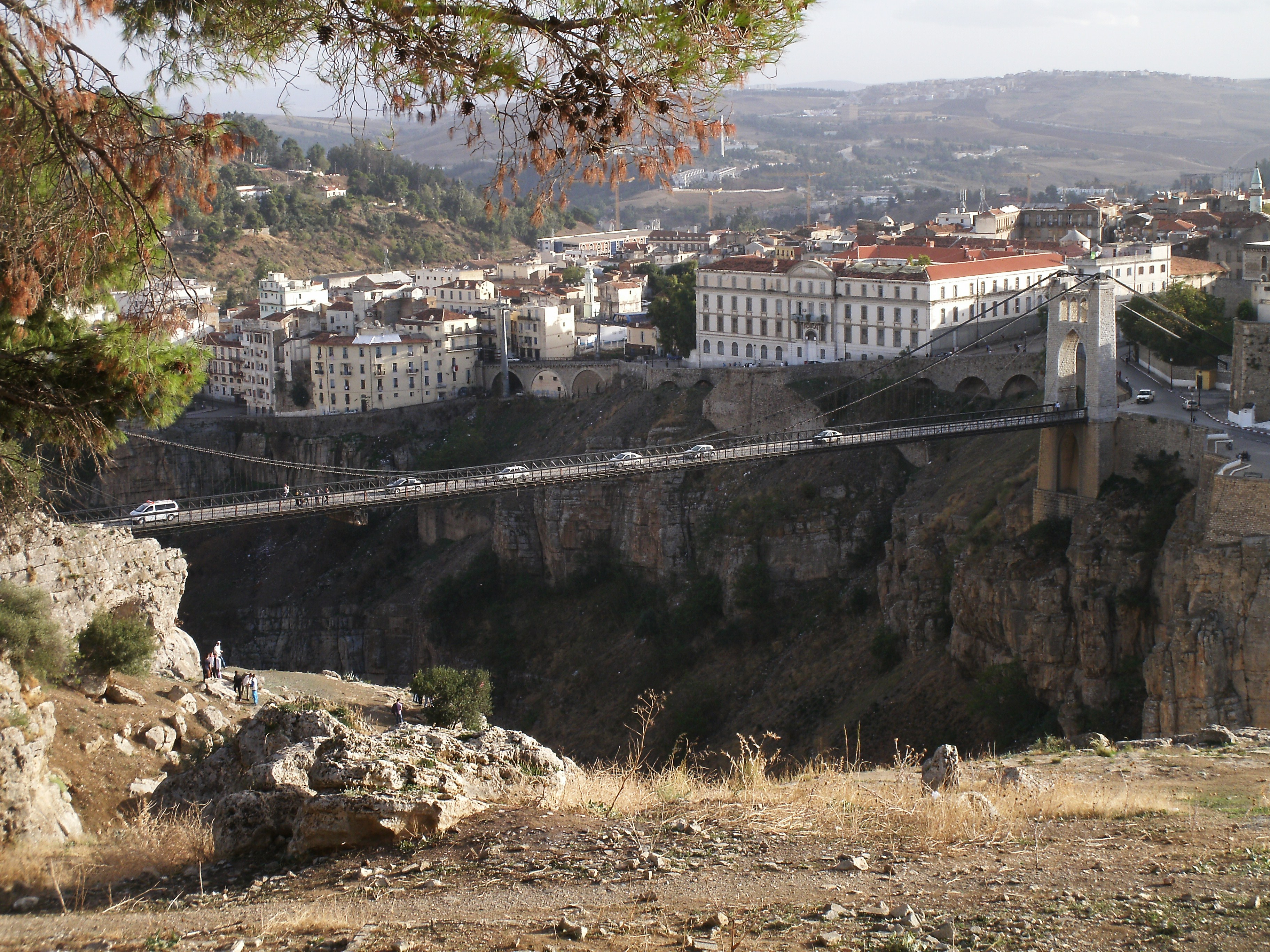
Vista de la colina Sidi M'Cid y de la ciudad
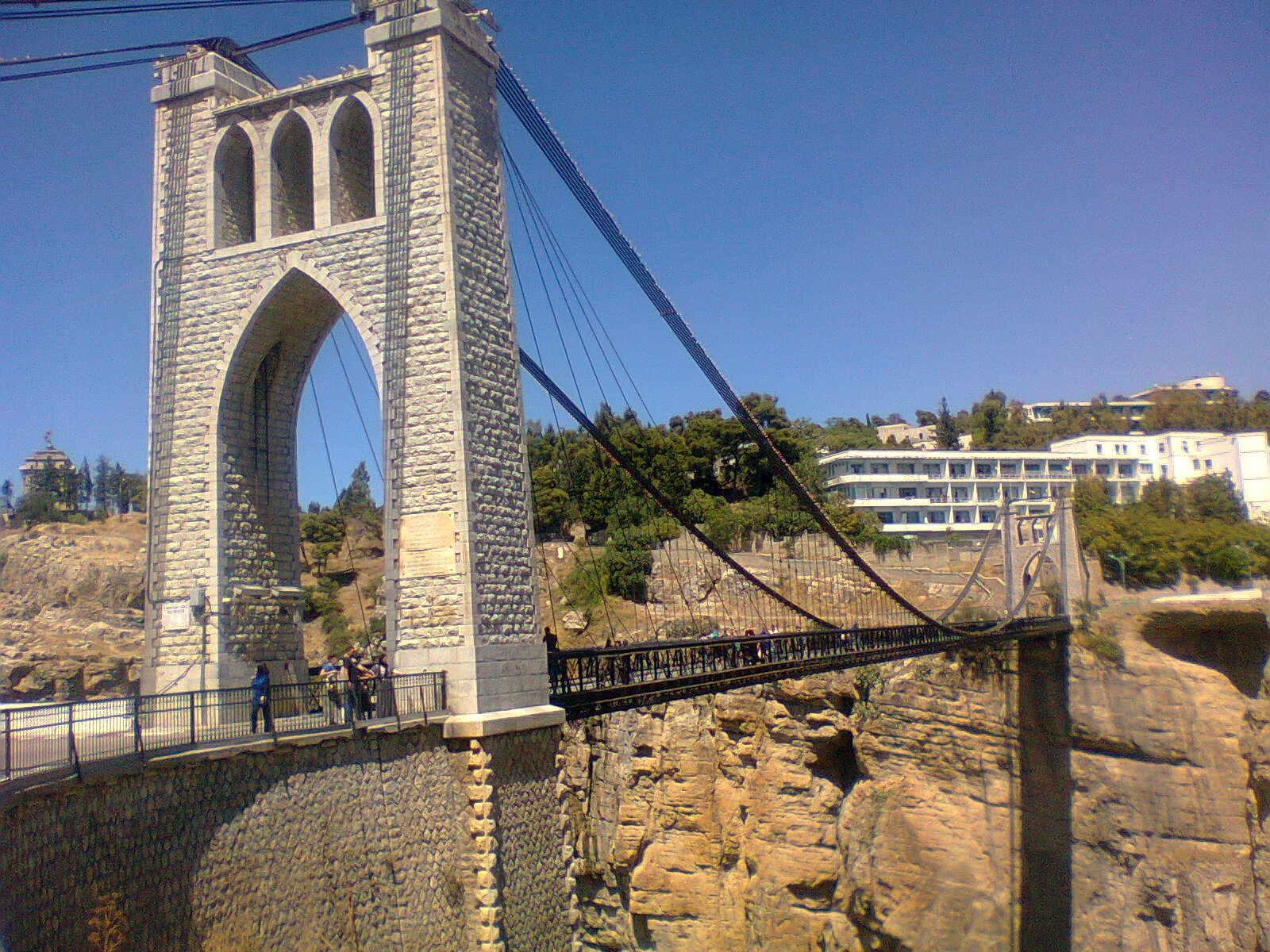
Vista de los arcos a ambos lados del puente